# Époye
Époye ist eine französische Gemeinde mit 417 Einwohnern (Stand: 1. Januar 2022) im Département Marne in der Region Grand Est. Die Gemeinde gehört zum Arrondissement Reims und zum Kanton Mourmelon-Vesle et Monts de Champagne.

## Geographie
Époye liegt etwa 15 Kilometer ostnordöstlich des Stadtzentrums von Reims. Umgeben wird Époye von den Nachbargemeinden Saint-Masmes im Norden, Selles im Osten und Nordosten, Beine-Nauroy im Süden, Berru im Westen sowie Lavannes im Nordwesten.

## Bevölkerungsentwicklung
| Jahr                       | 1962 | 1968 | 1975 | 1982 | 1990 | 1999 | 2006 | 2012 | 2018 |
| Einwohner                  | 264  | 265  | 303  | 295  | 363  | 393  | 415  | 445  | 422  |
| Quellen: Cassini und INSEE |      |      |      |      |      |      |      |      |      |

## Sehenswürdigkeiten
- Kirchen Saint-Pierre-ès-Liens, Monument historique

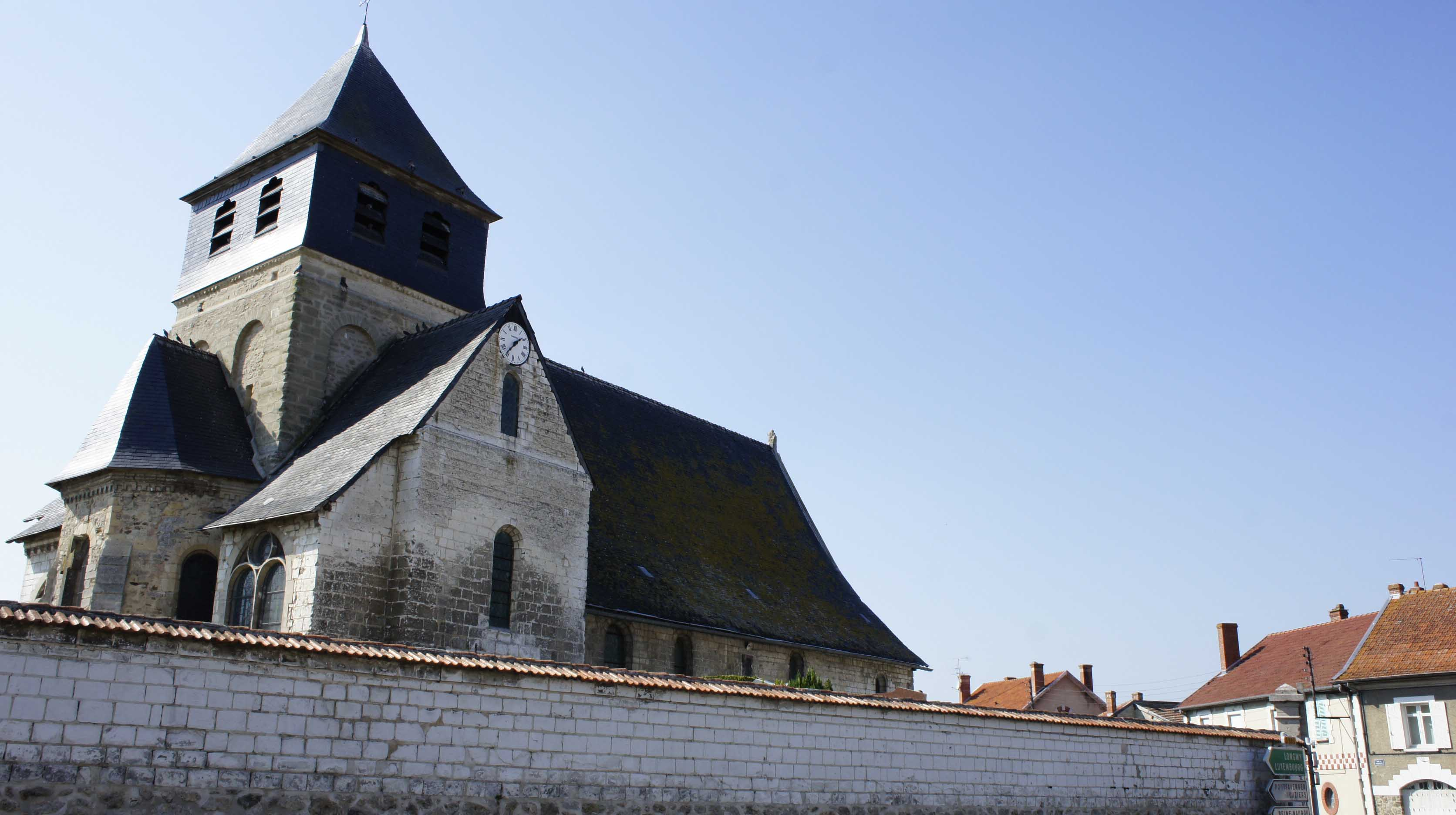
Kirche Saint-Pierre